# Національна об'єднана партія Вірменії
Національна об'єднана партія (вірм. Ազգային Միացյալ Կուսակցություն — підпільна партія, заснована 24 квітня 1966 р. у Вірменській РСР. Засновники — Айказ Хачатрян, Шаген Арутюнян і Степан Затикян.
Після арешту і ув'язнення засновників партії у 1968 р. Паруйр Айрікян стає лідером партії. Основні цілі НОП — незалежність Вірменії від СРСР, подолання наслідків геноциду вірмен. Програма визначала НОП як «національно-демократичну партію», загальновірменську організацію, членом якої може стати кожен вірменин незалежно від його політичних та релігійних переконань і навіть партійної приналежності. З 1973 р. переобраний голова НОП Паруйр Айрікян запропонував стратегію незалежність шляхом референдуму.
Серію терактів у Москві (1977) радянський суд пов'язав з діяльністю НОП, був приведений у виконання смертний вирок трьом молодим вірменам, включаючи Затикяна. 1 лютого 1979 р. був оприлюднений документ N81 Московської групи «Гельсінкі», в якому говорилося: "Відсутність гласності та вся обстановка секретності дають підставу сумніватися в обґрунтованості обвинувачення, в об'єктивності та неупередженості суду. Ряд осіб, наприклад, стверджує, що С. Затикян взагалі не був у Москві в момент вибуху ".
Партія діяла до 1987 року, після чого була перейменована в партію «Національне самовизначення», яка стала першою демократичною партією в СРСР.
Як писала правозахисниця Людмила Алексєєва, "Вірменія — єдина в СРСР республіка, де існує партія, яка ставить собі за мету відділення від СРСР, і ідея ця викликає співчуття народу. Протягом 15 років КДБ мав можливість переконатися в незнищенності НОП — після кожної серії арештів з'являлися нові й нові прихильники ".